# آرژمیرو
آرژمیرو (پرتغالی: Argemiro; ۳ ژوئن ۱۹۱۵ – ۴ ژوئیهٔ ۱۹۷۵) بازیکن فوتبال اهل برزیل بود.
از باشگاه‌هایی که در آن بازی کرده‌است می‌توان به باشگاه ورزشی واسکو دوگاما اشاره کرد.
وی همچنین در تیم ملی فوتبال برزیل بازی کرده‌است.